# 大特賴滕山

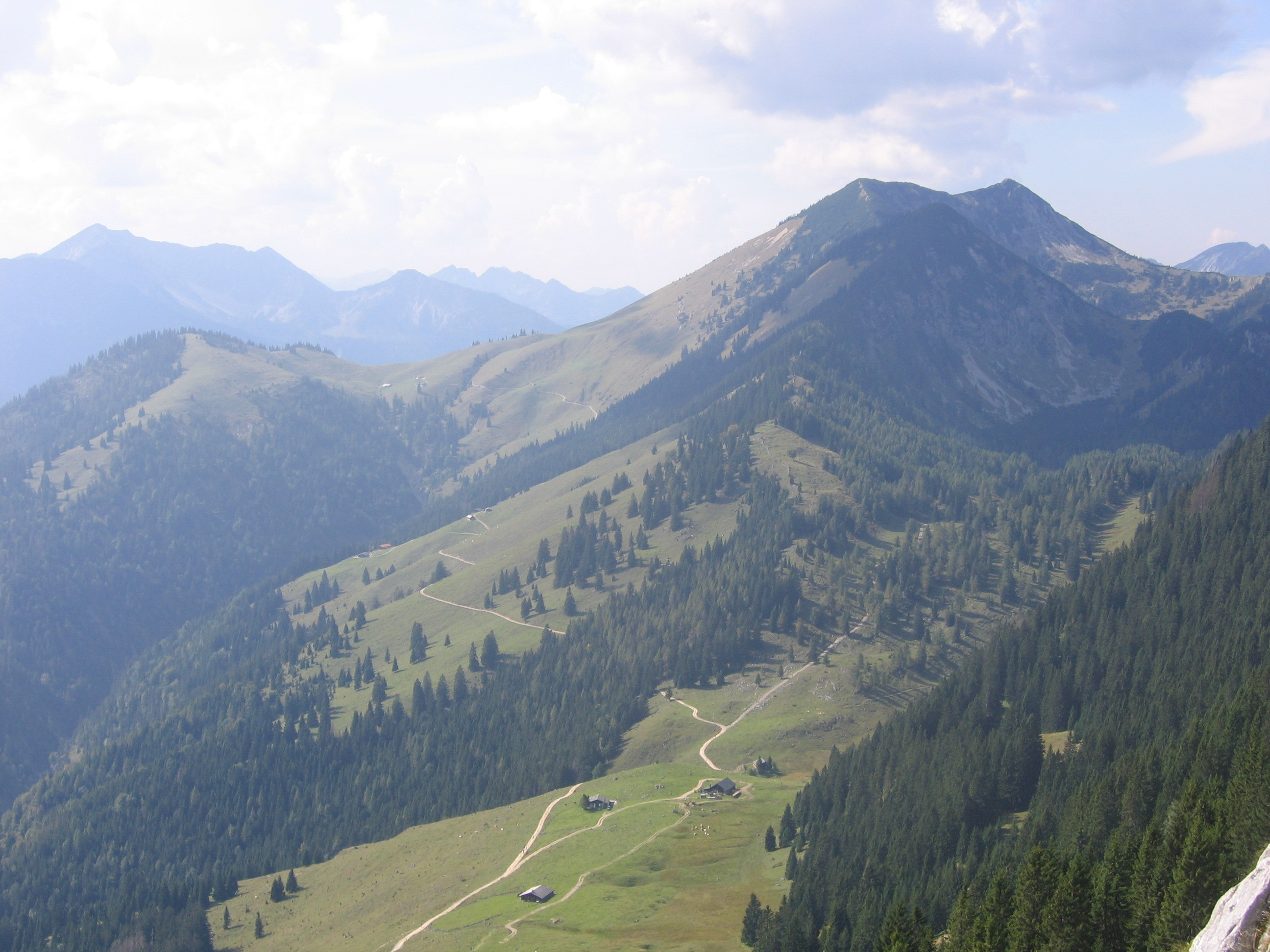

47°38′52″N 12°2′22″E / 47.64778°N 12.03944°E
大特賴滕山（德語：Großer Traithen），是德國的山峰，位於該國東南部，由巴伐利亞負責管轄，屬於巴伐利亞前阿爾卑斯山脈的一部分，距離迪爾米辛山6.8公里，海拔高度1,852米，每年平均降雨量1,847毫米。